# Gefährliche Eingriffe in den Bahn-, Schiffs- und Luftverkehr
Gefährliche Eingriffe in den Bahn-, Schiffs- und Luftverkehr ist die Bezeichnung eines Tatbestands des deutschen Strafrechts. Dieser zählt zu den gemeingefährlichen Straftaten und ist im 28. Abschnitt des Besonderen Teils des Strafgesetzbuchs (StGB) in § 315 normiert. Dort zählt er zur Deliktsgruppe der Verkehrsstraftaten. 
§ 315 StGB stellt es unter Strafe, in den Bahn-, Schiff- oder Luftverkehr einzugreifen und hierdurch Leib, Leben oder Eigentum Dritter zu gefährden. Für die Strafbarkeit genügt der Eintritt einer konkreten Gefährdungslage; ob es zu einer Schädigung eines der genannten Güter kommt, ist unerheblich. Damit handelt es sich um ein konkretes Gefährdungsdelikt. Anders als einige andere Verkehrsdelikte stellt § 315 StGB kein eigenhändiges Delikt dar, sodass er im Gegensatz zu § 315a StGB auch in Mittäterschaft oder mittelbarer Täterschaft begangen werden kann. Strukturell und inhaltlich ähnelt die Vorschrift dem Tatbestand des gefährlichen Eingriffs in den Straßenverkehr (§ 315b StGB).
Für den gefährlichen Eingriff kann grundsätzlich eine Freiheitsstrafe von sechs Monaten bis zu zehn Jahren verhängt werden. Damit handelt es sich um ein Vergehen. In qualifizierten Fällen steigt das Mindeststrafmaß auf ein Jahr Freiheitsstrafe. Der gegenüber § 315b StGB erhöhte Strafrahmen rechtfertigt sich dadurch, dass Eingriffe in den Bahn-, Schiffs- oder Luftverkehr typischerweise ein größeres Gefährdungspotential besitzen. In der Strafverfolgungspraxis sind Fälle nach § 315 StGB vergleichsweise selten. Für 2021 sind 229 Aburteilungen und 58 Verurteilungen zu verzeichnen.
in dem Zusammenhang mit § 315 StGB steht der Tatbestand des gefährlichen Eingriffs in den Bahn-, Schiffs- oder Luftverkehr (§ 315a StGB), der gefährliches Verhalten von Fahrzeugführern und Sicherheitspersonal unter Strafe stellt. Bislang ist noch nicht abschließend geklärt, in welchem Verhältnis beide Vorschriften zueinander stehen.  

## Normierung und Schutzzweck
§ 315 StGB lautet seit seiner letzten Veränderung am 1. April 1998 wie folgt:
1. Anlagen oder Beförderungsmittel zerstört, beschädigt oder beseitigt,
2. Hindernisse bereitet,
3. falsche Zeichen oder Signale gibt oder
4. einen ähnlichen, ebenso gefährlichen Eingriff vornimmt,
und dadurch Leib oder Leben eines anderen Menschen oder fremde Sachen von bedeutendem Wert gefährdet, wird mit Freiheitsstrafe von sechs Monaten bis zu zehn Jahren bestraft.
(2) Der Versuch ist strafbar.
(3) Auf Freiheitsstrafe nicht unter einem Jahr ist zu erkennen, wenn der Täter
1. in der Absicht handelt,
a) einen Unglücksfall herbeizuführen oder
b) eine andere Straftat zu ermöglichen oder zu verdecken, oder
2. durch die Tat eine schwere Gesundheitsschädigung eines anderen Menschen oder eine Gesundheitsschädigung einer großen Zahl von Menschen verursacht.
(4) In minder schweren Fällen des Absatzes 1 ist auf Freiheitsstrafe von drei Monaten bis zu fünf Jahren, in minder schweren Fällen des Absatzes 3 auf Freiheitsstrafe von sechs Monaten bis zu fünf Jahren zu erkennen.
(5) Wer in den Fällen des Absatzes 1 die Gefahr fahrlässig verursacht, wird mit Freiheitsstrafe bis zu fünf Jahren oder mit Geldstrafe bestraft.
Strittig ist, welche Rechtsgüter durch § 315 StGB geschützt werden. Nach einer verbreiteten Auffassung, der auch der Bundesgerichtshof folgt, dient die Vorschrift ausschließlich dem Schutz der Sicherheit des Bahn-, Schiffs- und Luftverkehrs. Diese Auffassung stützt sich auf eine Passage in den Gesetzgebungsmaterialien, die in diese Richtung deutet sowie auf die systematische Verortung der Norm im Abschnitt der gemeingefährlichen Delikte. Einige Autoren gehen demgegenüber davon aus, dass die Vorschrift zumindest auch dazu bestimmt ist, Leib, Leben und Eigentum des konkret Gefährdeten zu schützen. Dieser Streitstand ist insbesondere für die Frage von Bedeutung, ob das durch die Tat gefährdete Opfer in den gefährlichen Eingriff mit rechtfertigender Wirkung einwilligen kann. Schließlich setzt eine Einwilligung voraus, dass das durch den Tatbestand geschützte Rechtsgut zur Disposition des Einzelnen steht, was auf das Allgemeingut der Sicherheit des Straßenverkehrs nicht zutrifft. Sofern man demgegenüber Individualinteressen als geschützt ansieht, ist eine rechtfertigende Einwilligung bis zur Grenze der Sittenwidrigkeit (§ 228 StGB) möglich.
Der Tatbestand erfordert nicht, dass der Täter einen anderen durch seinen Eingriff schädigt; es genügt, wenn er die konkrete Gefahr eines Schadens verursacht. Somit normiert § 315 StGB ein konkretes Gefährdungsdelikt.

## Entstehungsgeschichte

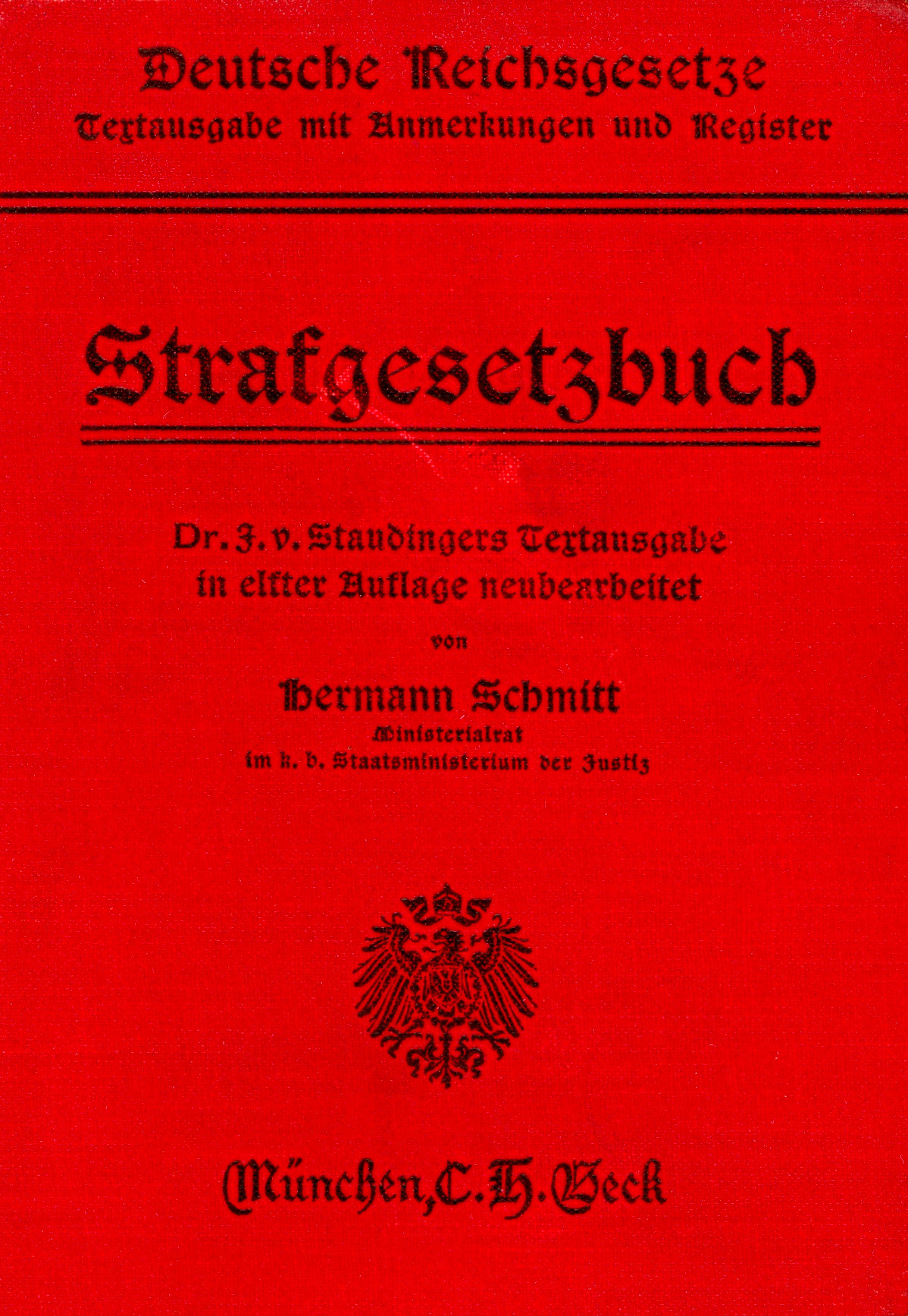
Reichsstrafgesetzbuch von 1914

### Punktuelle Sonderbestimmungen zum Schutz des Bahn-, Schiffs- und Luftverkehrs
Punktuelle Bestimmungen zum Schutz des Bahn- und Schiffsverkehrs vor Störungen fanden sich bereits im RStGB, dem Vorläufer des heutigen StGB, der 1872 getreten war.
So machte sich nach § 315 RStGB strafbar, wer die Sicherheit eines Zugs gefährdete, indem er diesem ein Hindernis bereitete oder eine Eisenbahnanlage, ein Beförderungsmittel oder deren Zubehör beschädigte. § 321 RStGB stellte es unter Strafe, andere Menschen durch Störung des Fahrwassers in schiffbaren Strömen, Flüssen oder Kanälen zu gefährden. § 322 RStGB verwirklichte schließlich, wer die Funktionsfähigkeit von Zeichen beeinträchtigte, die zur Sicherung der Schifffahrt aufgestellt wurden, oder wer falsche Zeichen zwecks Gefährdung der Schifffahrt aufstellte. 
1922 schuf der Gesetzgeber ferner mit § 33 Abs. 1 LuftVG eine Vorschrift zum Schutz der Luftfahrt. Hiernach machte sich strafbar, wer Menschen gefährdete, indem er entweder die Funktionsfähigkeit eines Luftfahrzeugs beeinträchtigte oder die Fahrt eines Luftfahrzeugs störte.

### Bündelung der Sonderbestimmungen in einem einheitlichen Gefährdungstatbestands
In der Weimarer Zeit wurde mehrfach vorgeschlagen, die einzelnen, in ihren Zwecken und ihren Tathandlungen ähnlichen Bestimmungen in einer Vorschrift zu bündeln. Diese Anregung wurde 1935 durch Neufassung des § 315 RStGB umgesetzt. Die überarbeitete Vorschrift besaß folgenden Inhalt:
Wer auf solche Weise die Sicherheit des Betriebs einer Straßenbahn beeinträchtigt und dadurch eine Gemeingefahr herbeiführt, wird mit Gefängnis bestraft. Der Versuch ist strafbar. In besonders schweren Fällen ist die Strafe Zuchthaus bis zu zehn Jahren.
Strukturell ähnelte diese Vorschrift bereits dem heutigen § 315 StGB: Es handelte sich um ein konkretes Gefährdungsdelikt, das zahlreiche tatbestandsmäßige Eingriffshandlungen benannte. Sie unterschied sich von der heutigen Norm primär durch ihren deutlich höheren Strafrahmen und durch das Tatbestandsmerkmal der Gemeingefahr, das sich mittlerweile nicht mehr in der Norm findet. Flankiert wurde § 315 RStGB durch den neu gestalteten § 316 RStGB, der fahrlässige gefährliche Eingriffe unter Strafe stellte.

### Gesetz zur Sicherung des Straßenverkehrs
Nach dem Zweiten Weltkrieg galt das RStGB in Deutschland zunächst fort. Kurz vor seiner Neubekanntmachung als StGB am 4. August 1953 erfuhr § 315 mehrere Änderungen, die zum 19. Januar 1953 wirksam wurden: Zum einen wandelte der Gesetzgeber die Todesstrafe in eine lebenslange Zuchthausstrafe um. Zum anderen ersetzte er den Begriff der Eisenbahn durch die Bezeichnung der Schienenbahn auf besonderem Bahnkörper, um Straßenbahnen aus dem Tatbestand auszuklammern. Diese fielen fortan in den Anwendungsbereich des neu geschaffenen Tatbestands des gefährlichen Eingriffs in den Straßenverkehr.

### Zweites Gesetz zur Sicherung des Straßenverkehrs
Eine umfangreiche Überarbeitung erfuhr § 315 StGB durch das Zweite Gesetz zur Sicherung des Straßenverkehrs vom 21. November 1964. Dieses ersetzte zunächst das Tatbestandsmerkmal der Gemeingefahr durch das Merkmal der Gefahr für Leib oder Leben eines anderen oder fremde Sache von bedeutendem Wert. Hierdurch wollte der Gesetzgeber die Vorschrift präziser fassen. Das Merkmal der Gemeingefahr erwies sich in der Praxis als schwierig auszulegen. Zwar wurde es im Gesetz ausdrücklich definiert, allerdings ging aus dieser Definition nicht klar hervor, ob eine Gemeingefahr auch in Konstellationen vorlag, in denen von vornherein lediglich eine Gefährdung bestimmter Personen möglich war. Mit der Neufassung wollte der Gesetzgeber klarstellen, dass eine solche Gefährdung zur Tatbestandsmäßigkeit genügte.
Ferner präzisierte er den Auffangtatbestand des ähnlichen Eingriffs, indem er hinzufügte, dass nur solche Eingriffe tatbestandsmäßig waren, die ähnlich gefährlich wie die übrigen in § 315 StGB genannten Eingriffshandlungen sind. Hierdurch wollte er verhindern, dass § 315 StGB auf Bagatellfälle angewandt wird. Im Schrifttum werden vereinzelt Zweifel an der Verfassungsmäßigkeit des § 315 Abs. 1 Nr. 4 StGB geäußert, da die Tathandlung des ähnlichen, ebenso gefährlichen Eingriffs trotz der vom Gesetzgeber vorgenommenen Präzisierung zu unbestimmt sei, um den Anforderungen des Art. 103 Abs. 2 GG zu genügen. Nach überwiegender Ansicht ist die Norm hingegen hinreichend bestimmt, da die übrigen Tatbestandsvarianten einen hinreichenden Rückschluss darauf erlauben, was unter einem ähnlichen, ebenso gefährlichen Eingriff zu verstehen ist.
Zudem schuf der Gesetzgeber mit der Absicht zur Herbeiführung eines Unfalls und der Absicht zur Ermöglichung bzw. Verdeckung einer Straftat mehrere strafschärfende Qualifikationen, die sich noch in der heutigen Normfassung finden. Schließlich strich er die Zuchthausstrafe, die er für überzogen hielt, weil Eingriffe in den Verkehr häufig lediglich auf Leichtsinn oder Bequemlichkeit beruhen. Stattdessen bedrohte er die Tat mit Gefängnis nicht unter drei Monaten. Überdies schuf er eine Möglichkeit zur Strafmilderung bei freiwilliger Abwendung der Gefahr, um zu kompensieren, dass bei Gefährdungsdelikten häufig nur ein schmales Zeitfenster für einen strafausschließenden Rücktritt verbleibt. Gleichwohl behielt § 315 StGB ein im Vergleich zu anderen Verkehrsdelikten höheres Strafmaß. Dies stützte sich auf die Überlegung, dass Eingriffe in den Bahn-, Schiff- oder Luftverkehr mit einer größeren Gefährlichkeit verbunden sind.

### Sechstes Strafrechtsreformgesetz
Das sechste Strafrechtsreformgesetz vom 26. Januar 1998 hob die Strafandrohung auf Freiheitsstrafe zwischen sechs Monate und zehn Jahren an. Zusätzlich schuf der Gesetzgeber mit der Herbeiführung einer schweren Gesundheitsschädigung eine weitere Qualifikation, allerdings mit § 315 Abs. 4 StGB auch einen unbenannten minder schweren Fall, der es ermöglichte, vom Regelstrafrahmen nach unten hin abzuweichen. 

## Heutiger Tatbestand

### Tatsituation
§ 315 StGB erfasst Verhaltensweisen, die sich gegen die Sicherheit des Bahn-, Schiffs- oder Luftverkehrs richten und den dortigen Verkehr gefährden. Anders als die Straßenverkehrsdelikte schließt § 315 StGB auch private Verkehrsvorgänge mit ein, etwa den Bahnverkehr auf Werksgeländen. Zum Bahnverkehr zählen motorisierte und an Schienen gebundene Fahrzeuge, insbesondere Eisenbahnen, Untergrundbahnen, Magnetschwebebahnen und Zahnradbahnen. Der Begriff des Schiffsverkehrs umfasst Wasserfahrzeuge, die Beförderungszwecken dienen. Zum Luftverkehr zählen gemäß § 1 Abs. 2 S. 1 LuftVG Geräte, die zur Nutzung des Luftraums bestimmt sind.

### Tathandlungen
§ 315 Abs. 1 StGB verwirklicht, wer einen der dort genannten Eingriffe in den Verkehr vornimmt. Anders als der inhaltlich verwandte § 315b StGB schließt § 315 StGB nach überwiegend vertretener Auffassung sowohl verkehrsinterne als auch verkehrsexterne Verhaltensweisen ein.
§ 315 Abs. 1 Nr. 1 StGB verwirklicht, wer Anlagen oder Beförderungsmittel zerstört, beschädigt oder beseitigt. Als Anlagen gelten Einrichtungen, die dazu bestimmt sind, dem Verkehr zu dienen; so etwa Bahngleise, Leuchttürme und Startbahnen. Zu den tatbestandsmäßigen Beförderungsmitteln zählen insbesondere Züge, Flugzeuge und Schiffe. Die Begriffe Beschädigen und Zerstören weisen denselben Inhalt auf wie beim Tatbestand der Sachbeschädigung (§ 303 StGB). Beschädigen bezeichnet also eine Einwirkung auf das Tatobjekt, die dessen Funktionsfähigkeit oder dessen Substanz beeinträchtigt. Zerstört ist eine Sache, deren Funktionsfähigkeit vollständig aufgehoben worden ist. Beseitigt ist eine Sache, die infolge einer Ortsveränderung ihre Funktion nicht mehr erfüllen kann.
§ 315 Abs. 1 Nr. 2 stellt das Bereiten von Hindernissen unter Strafe. Hindernisse bereitet, wer den Verkehrsbetrieb hemmt oder verzögert. Dies verwirklicht etwa, wer sich über einem Kanal abseilt, Metallbügel auf eine Oberleitung wirft, den Flugverkehr durch Drohnen behindert oder sich auf Bahngleisen aufhält. Dem steht es gemäß § 13 StGB gleich, ein Hindernis trotz entsprechender Verpflichtung nicht zu beseitigen.
§ 315 Abs. 1 Nr. 3 StGB ist einschlägig, wenn der Täter falsche Zeichen oder Signale gibt. Als falsch gelten Zeichen und Signale, die Verkehrsvorgänge beeinflussen sollen und der Verkehrslage widersprechen.
§ 315 Abs. 1 Nr. 4 StGB erfasst sonstige Eingriffe in den Verkehr, die ähnlich gefährlich wie die soeben genannten Begehungsvarianten sind. Dies kann etwa zutreffen auf das Stören des Funkverkehrs, auf die fehlerhafte Ausführung von Gleisarbeiten und auf das unbefugte Betreten von Bahngleisen.

### Gefahrerfolg
Der Gefahrerfolg des § 315 StGB unterteilt sich nach überwiegender Ansicht wie bei § 315b StGB in zwei Akte. Zunächst muss der Täter durch sein Handeln eine abstrakte Gefahr für die Sicherheit des Bahn-, Schienen- oder Luftverkehrs schaffen, sich also in einer Weise verhalten, die bei abstrakter Betrachtungsweise Dritte schädigen kann. In einem zweiten Akt muss sich diese abstrakte Gefahr in einer konkreten Gefährdung von Leib, Leben oder Eigentum manifestieren.
Eine tatbestandsmäßige konkrete Gefährdung liegt vor, wenn es aus Sicht eines Dritten lediglich vom Zufall abhängt, ob das Täterverhalten zu einem Schadenseintritt an Leib, Leben oder fremden Eigentum führt. Von der Rechtsprechung wird das auch als Beinahe-Unfall bezeichnet. So verhält es sich etwa, wenn eine Person den Unfall nur durch ein Ausweichmanöver vermeiden kann. oder wenn ein Schiff in See sticht, das derart überladen ist, dass ein Kentern droht.
Aufgrund der hohen Strafandrohung des § 315 StGB gehen einige Stimmen davon aus, dass Gefährdungen des Leibes nur tatbestandsmäßig sind, wenn sie sich auf Verletzungen beziehen, welche die Qualität einer Körperverletzung (§ 223 StGB) erreichen. Sofern eine Eigentumsgefährdung vorliegt, muss diese eine fremde Sache von bedeutendem Wert betreffen. Als Untergrenzen werden in Rechtsprechung und Wissenschaft hierfür zwischen 750 € und 1.300 € veranschlagt. Das Tatfahrzeug kommt wegen seiner Eigenschaft als Tatmittel nicht als gefährdetes Objekt in Frage. Gleiches gilt für Tatbeteiligte, was insbesondere in Fällen von Bedeutung ist, in denen zwei Parteien gezielteinen Unfall herbeiführen, um einen Versicherungsbetrug zu begehen.

### Vorsatz oder Fahrlässigkeit
Eine Strafbarkeit wegen gefährlichen Eingriffs setzt gemäß § 15 StGB grundsätzlich voraus, dass der Täter vorsätzlich hinsichtlich der Tathandlung und der konkreten Gefährdung handelt. Hierbei genügt Eventualvorsatz. Der Täter muss also billigend in Kauf nimmt, dass er die Tatbestandsmerkmale verwirklicht. Insbesondere muss er erkennen, dass er durch sein Verhalten eine konkrete Gefährdungslage herbeiführt.
Handelt der Täter lediglich in Bezug auf den Eingriff vorsätzlich, macht er sich nach § 315 Abs. 5 StGB strafbar, sofern ihm hinsichtlich der Gefahr Fahrlässigkeit vorzuwerfen ist. Fahrlässig handelt, wer mit dem Eintritt der Gefährdungslage hätte rechnen müssen.
Handelt der Täter weder hinsichtlich des Eingriffs noch der Gefährdung vorsätzlich, sondern lediglich fahrlässig, macht er sich nach § 315 Abs. 6 StGB strafbar.

## Versuch, Vollendung und Beendigung
Der Versuch der Vorsatz-Vorsatz-Kombination des gefährlichen Eingriffs ist gemäß § 315 Abs. 2 StGB strafbar. Ein gefährlicher Eingriff erreicht das Versuchsstadium, wenn sich der Täter zur Tatbegehung entschließt und unmittelbar zur Herbeiführung des Gefährdungserfolgs ansetzt.
Vollendet ist die Tat mit dem Eintritt der konkreten Gefahr. Beendigung tritt ein, wenn die Gefahr beseitigt wird oder zu einem Schaden führt.

## Prozessuales und Strafzumessung

### Strafrahmen und Verfolgbarkeit
Der Strafrahmen des § 315 StGB differenziert in hohem Maß nach der subjektiven Einstellung des Täters zur Tat. Die geringste Straferwartung besteht, wenn der Täter hinsichtlich des Eingriffs und hinsichtlich der Gefährdung fahrlässig handelt; in diesem Fall droht eine Freiheitsstrafe bis zu zwei Jahren oder eine Geldstrafe. Handelt der Täter sowohl in Bezug auf den Eingriff als auch in Bezug auf die Gefährdung vorsätzlich kann eine Freiheitsstrafe zwischen sechs Monaten und zehn Jahren verhängt werden. Die höchste Straferwartung besteht in Fällen des Qualifikationstatbestands; dort drohen eine Freiheitsstrafe zwischen einem und zehn Jahren, weshalb die Qualifikation die Tat zum Verbrechen aufwertet.
§ 320 Abs. 2 StGB eröffnet dem Täter die Möglichkeit, Strafmilderung oder Straffreiheit zu erlangen, indem er sich reuig zeigt. Das setzt voraus, dass er freiwillig die Gefahr abwendet, bevor ein erheblicher Schaden entsteht. Freiwillig handelt, wer sich frei von Zwang dazu entschließt, den Eintritt des Gefährdungserfolgs zu verhindern. Handelt der Täter lediglich fahrlässig hinsichtlich Tathandlung und Gefährdung, erlangt er mit der tätigen Reue nach § 320 Abs. 3 StGB zwingend Straffreiheit.

### Qualifikation
§ 315 Abs. 3 Nr. 1 StGB enthält eine Qualifikation des gefährlichen Eingriffs. Diese sieht eine erhöhte Strafandrohung vor, wenn der Täter den Eingriff in der Absicht vornimmt, einen Unglücksfall herbeizuführen oder eine andere Straftat zu ermöglichen oder zu verdecken. Ersteres kommt beispielsweise in Betracht, wenn der Täter ein Fahrzeug sabotiert, um einen Unfall herbeizuführen. Letzteres liegt etwa vor, wenn der Täter den Eingriff vornimmt, um einen Versicherungsbetrug zu begehen.
Aus § 315 Abs. 3 Nr. 2 StGB folgt ferner eine Erfolgsqualifikation. Diese verwirklicht, wer durch den gefährlichen Eingriff eine schwere Gesundheitsschädigung eines anderen Menschen oder eine Gesundheitsschädigung einer großen Zahl von Menschen verursacht. Da es sich um eine Erfolgsqualifikation handelt, kommt es für die Strafbarkeit nicht darauf an, ob der Täter den qualifizierenden Erfolg herbeiführen will. Gemäß § 18 StGB genügt insoweit Fahrlässigkeit.

## Gesetzeskonkurrenzen
Werden im Zusammenhang mit einer Tat nach § 315 StGB weitere Delikte verwirklicht, stehen diese zu dem gefährlichen Eingriff in den Bahn-, Schiffs- und Luftverkehr in Gesetzeskonkurrenz. Dies kommt insbesondere in Bezug auf andere Verkehrsdelikte in Betracht. Zu diesen steht § 315 StGB im Grundsatz in Tateinheit (§ 52 StGB). § 315a Abs. 1 Nr. 2 StGB wird allerdings durch § 315 Abs. 1 StGB im Wege der Spezialität verdrängt. Auch zu Verletzungsdelikten, etwa dem Mord, der gefährlichen Körperverletzung, der fahrlässigen Tötung oder der Sachbeschädigung, steht § 315 StGB aufgrund seines abweichenden Schutzzwecks regelmäßig in Tateinheit.

## Verwandte Tatbestände

### Gefährdung des Bahn-, Schiffs- und Luftverkehrs, § 315a StGB
In engem systematischen Zusammenhang zu § 315 StGB steht der Tatbestand der Gefährdung des Bahn-, Schiffs- und Luftverkehrs (§ 315a StGB). Hiernach macht sich strafbar, wer ein Bahnfahrzeug, ein Schiff oder ein Luftfahrzeug in unsicherer Weise führt und dadurch eine konkrete Gefahr für Leib, Leben oder eine fremde Sache von bedeutendem Wert verursacht. Die Unsicherheit kann sich zunächst daraus ergeben, dass der Täter infolge des Genusses alkoholischer Getränke oder anderer berauschender Mittel oder infolge geistiger oder körperlicher Mängel nicht in der Lage ist, das Fahrzeug sicher zu führen. Sie kan aber auch daraus folgen, dass der Täter grob pflichtwidrig gegen Rechtsvorschriften zur Sicherung des Schienenbahn-, Schwebebahn-, Schiffs- oder Luftverkehrs verstößt.

### Angriffe auf den Luft- und Seeverkehr, § 316c StGB
Einen inhaltlichen Zusammenhang zu § 315 StGB weist ferner der Tatbestand des § 316c StGB auf. Dieser stellt Akte der Luft- und Seepiraterie sowie der Luft- und Schiffssabotage unter Strafe.